# Capitaine Bonhomme (série télévisée)
Pour les articles homonymes, voir Capitaine Bonhomme (personnage) et Le Capitaine Bonhomme.
Capitaine Bonhomme est une série télévisée québécoise pour enfants, diffusée du 17 septembre au 25 décembre 1962 sur Télé-Métropole. Elle est suivie de Le Zoo du Capitaine Bonhomme.
Capitaine Bonhomme est une œuvre littéraire créée par Michel Noël, comédien et écrivain.

## Synopsis
Diffusée pendant un mois du lundi au vendredi à 17 h 00, puis d'un à deux jours par semaine par la suite, l'un des moments marquants de cette série demeure « Les récits du Capitaine », narrés par le Capitaine Bonhomme lui-même. Le Capitaine Bonhomme est revenu à la télévision régulièrement en 1963 dans une toute nouvelle série intitulée Le Zoo du Capitaine Bonhomme.
Le Capitaine Bonhomme racontait ses voyages à travers le monde en exagérant son rôle. Avec ses histoires, il captivait toute une génération d'auditeurs, jeunes et moins jeunes. Il relatait notamment comment il avait contrecarré à maintes reprises les plans diaboliques du méchant Don Alfredo Y dom Pedro Y Rodriguez lors de ses voyages sur les sept mers à bord de son bateau, le Marsouin I et le Marsouin II.

## Distribution
- Michel Noël : Capitaine Bonhomme
- Robert Desroches : Don Alfredo Y dom Pedro Y Rodriguez